# Dąbrowa (Puck)
Pour les articles homonymes, voir Dąbrowa.
Dąbrowa est une localité polonaise de la voïvodie de Poméranie et du powiat de Puck. 